# Adolf Eisele
Adolf Eisele MAfr (* 14. März 1905 in Sigmaringen; † 2. März 1978 in Riedlingen) war ein deutscher römisch-katholischer Geistlicher und Ordensmann.

## Leben
Adolf Eisele besuchte nach der Volksschule in Sigmaringen die Missionsschulen der Weißen Väter in Haigerloch und Linz am Rhein, wo er 1924 das Abitur machte. Er studierte an der philosophisch-theologischen Hochschule der Weißen Väter in Trier und wurde 1931 im Trierer Dom zum Priester geweiht. Anschließend arbeitete er zunächst als Lehrer und Erzieher in den Missionsschulen der Weißen Väter in Rietberg und Großkrotzenburg und machte dann nach einem Studium in London und Frankfurt/M. das Staatsexamen für das Lehramt an höheren Schulen.
Während des Zweiten Weltkrieges arbeitete Adolf Eisele als Seelsorger in Ulm und Geislingen (Zollernalbkreis). In seiner Zeit in Ulm hatte Pater Eisele großen Einfluss auf einen Kreis von Gymnasiasten, die später als „Ulmer Abiturienten“ bekannt wurden, weil sie mit der Gruppe um die Geschwister Scholl sympathisierten und die Flugblätter der Weißen Rose in Stuttgart verteilten. Da der reguläre Religionsunterricht in Schulräumen 1941 verboten worden war, kamen sie zu Pater Eisele, der im Kaufmannsheim einen freiwilligen Religionsunterricht anbot und dem Nationalsozialismus gegenüber ebenfalls kritisch eingestellt war. Er unterrichtete z. B. mit Texten von Thomas von Aquin  und diskutierte mit den Jugendlichen kritische Texte wie z. B. die gegen die NS-Euthanasie gerichteten Predigten des Münsteraner Bischofs Clemens August Graf von Galen. In seinem umfassenden Artikel zum Widerstand der „Ulmer Abiturienten“ schreibt Michael Kuckenburg:
„Wichtigste Bezugsperson für sie war Adolf Eisele (1905-1978), Pater des Missionsordens der „Weißen Väter“: Er erteilte im Kaufmannsheim freiwilligen Religionsunterricht (der reguläre in Schulräumen war 1941 verboten worden). Eisele wirkte in zweierlei Hinsicht: Er diskutierte mit den Jugendlichen für die NS-Zeit kritische Texte, z. B. Thomas von Aquin; vor allem beeindruckte er durch seine Persönlichkeit, seine Entschiedenheit und seinen Mut: 'Pater Eisele war einer der wesentlichsten Menschen, die ich je kennen gelernt habe' (Heinz Brenner). 'Mitten in den Siegen bekamen wir von Eisele das Gegengift verabreicht' (Franz Müller). 'Aus dieser religiösen Einstellung heraus ist unsere Distanz zu dem damaligen System erwachsen' (Walter Hetzel).“
Nach dem Krieg war Adolf Eisele in den ordenseigenen Schulen bzw. Wohnheimen in Großkrotzenburg, Rietberg und Amberg als Lehrer und Leiter tätig. 1966 ging er an das Gymnasium für die Ostpriesterhilfe in Königstein im Taunus. Ab 1969 leistete er Seelsorgedienste in der Diözese Rottenburg-Stuttgart, zuletzt in der Pfarrei Neufra. Pater Eisele starb 1978 in Riedlingen und ist in Haigerloch beerdigt.